# Кейта, Мариама
Мариама Кейта (фр. Mariama Keïta, 1946, Ниамей — 29 октября 2018, Турция) — первая женщина-журналистка и активистка-феминистка Нигера.

## Биография
Кейта начинала как редактор газеты и ведущая на общественной радиостанции «Голос Сахеля» (La Voix du Sahel). В 1993 году она участвовала в популяризации Конституции Нигера, что позволило провести первые демократические выборы в стране.
С 2003 по 2006 год Кейта была президентом Высшего совета по коммуникациям (CSC), органа, ответственного за регулирование деятельности СМИ в стране. В последние годы своей карьеры она работала директором «Голоса Сахеля». Она первая женщина Нигера, которая стала журналистом в то время, когда в Нигере эта профессия считалась исключительно мужской.
Активистка-феминистка и выдающая личность, она была пионером в защите прав женщин в Нигере. Она была координатором неправительственных организаций и женских ассоциаций в Нигере, группы из примерно пятидесяти структур. Она также являлась главой одной из первых неправительственных организаций страны, Ассоциации за демократию, свободу и развитие.
Кейта умерла 29 октября 2018 года в возрасте 72 лет после продолжительной болезни.